# Inge von Wangenheim
Ingeborg " Inge " de Wangenheim (de soltera Franke (1 de julio de 1912 - 6 de abril de 1993) fue una actriz alemana que se casó con el actor Gustav von Wangenheim y se afilió al Partido Comunista. Tras la guerra, se convirtió en una exitosa escritora de Alemania del Este.
También tenía talento para la fotografía: dejó un fascinante archivo fotográfico de los años que pasó viviendo en Moscú durante las décadas de 1930 y 1940. El archivo es más notable porque se refiere a una época y lugares en los que, por razones económicas y políticas, muy pocas personas habrían tenido acceso a equipos fotográficos.

## Biografía
Inge Franke nació en el seno de una familia de clase trabajadora en Berlín. Su madre era trabajadora textil. Al terminar la escuela, asistió a una academia de arte dramático, antes de interpretar una serie de papeles secundarios en varios teatros, incluido el de Schiffbauerdamm, y también pequeñas producciones dirigidas por Erwin Piscator. Se unió al Partido Comunista (KPD) en 1930.

## Trayectoria
En 1931 se unió a "Truppe 1931", un grupo de teatro recién formado, surgido de la célula comunista en la Colonia de Artistas de Berlín. El creador y líder de "Truppe 1931" era un actor y empresario llamado Gustav von Wangenheim, con quien Inge se casaría posteriormente. Wangenheim se había hecho un nombre como actor de cine mudo (su papel más recordado sería el de Thomas Hutter en Nosferatu, la adaptación de Drácula de F. W. Murnau de 1922).
En enero de 1933, el Partido Nazi tomó el poder y rápidamente se dedicó a crear un estado de partido único. La afiliación a cualquier partido que no fuera el nazi, y en particular al Partido Comunista, se volvió ilegal. Ingeborg se exilió, inicialmente a Bélgica y Francia, y luego se trasladó con Gustav von Wangenheim a Moscú, donde, como escribiría más tarde, llegó con un espíritu de "entusiasmo ingenuo". En Moscú pudo trabajar como periodista y actriz, uniéndose al "Equipo de Teatro Alemán de la Izquierda" (Deutsche Theater Kolonne Links) con sede en Moscú en 1934. En 1937, Inge von Wangenheim obtuvo la ciudadanía soviética. En teatro, sus apariciones incluyeron el papel protagonista, junto a Bruno Schmidtsdorf, en la película antifascista producida en Moscú, "Kämpfer" ("Luchadores"), dirigida y guionada por su esposo Gustav von Wangenheim.
Cuando el ejército alemán invadió la Unión Soviética, von Wangenheim fue evacuada, primero a Kazán, en el este de Rusia, y posteriormente a Tashkent . Durante la evacuación, su hijo menor, Edi, falleció en Chistopol a los 8 meses en 1941. Pudo regresar a Moscú en 1943, donde trabajó como editora colaboradora para el Comité Nacional para una Alemania Libre (NKFD/ Nationalkomitee Freies Deutschland) y para la emisora de radio en alemán del mismo nombre.

En 1945, Inge von Wangenheim regresó a lo que quedaba de Alemania y se estableció en la zona de ocupación soviética. Esta parte del país se estaba transformando en una Alemania independiente, la República Democrática Alemana. En 1946, se afilió al recién formado partido gobernante SED, creado mediante una fusión artificial en Alemania Oriental de los antiguos partidos Comunista y SPD. En los años siguientes, se involucró con la "Asociación del Teatro Popular Alemán" ("Bund Deutscher Volksbühnen"), trabajando durante 1947/48 como editora de la revista de la organización, "Volksbühne". Además, reanudó su carrera teatral, tanto como actriz como productora. Actuó en el Deutsches Theater, que en 1945 fue reabierto por su esposo, en Berlín Oriental. También trabajó para el estudio cinematográfico estatal DEFA, de Alemania Oriental. Protagonizó la película de 1948 "Und wieder 48" ("Otro '48"), escrita y dirigida por su marido, que trataba sobre los acontecimientos revolucionarios de 1848, invitando inevitablemente a comparaciones con 1948.
- Die Aufgaben der Kunstschaffenden im neuen Deutschland, Berlín 1947
- Mein Haus Vaterland, Berlín 1950
- Zum 175. Todestag Konrad Ekhofs, Berlín 1953
- En el otro campo, Berlín 1954
- Am Morgen ist der Tag ein Kind, Berlín 1957
- Einer Mutter Sohn, Berlín 1958
- Profesor Hudebraach, Halle (Saale) 1961
- Das Zimmer mit den offenen Augen, Halle (Saale) 1965
- Die Geschichte und unsere Geschichten, Halle (Saale) 1966
- Reise ins Gestern, Halle 1967
- El hipnotizador Kellnerin, Rudolstadt 1968
- Kalkutta liegt nicht am Ganges, Rudolstadt 1970
- Die Verschwörung der Musen, Halle (Saale) 1971
- La sonda, Halle (Saale) 1973
- Die tickende Bratpfanne, Rudolstadt 1974
- Von Zeit zu Zeit, Halle/Saale 1975
- Elegie hamburguesa, Halle (Saale) 1977
- Spaal, Rudolstadt 1979
- Die Entgleisung, Halle [ua] 1980
- Genosse Jemand und die Klassik, Halle [ua] 1982
- Mit Leib und Seele, Halle [ua] 1982
- Weiterbildung, Halle [ua] 1983
- Schauplätze, Rudolstadt 1983
- Estación 5, Halle [ua] 1985
- Deutsch und Geschichte, Halle [ua] 1986
- La torre dorada, Rudolstadt 1988
- En Germanias Bärenfell, Bucha bei Jena 2002

A partir de 1949 trabajó principalmente como escritora. Inge von Wangenheim fue miembro de la Asociación de Escritores de Alemania (del Este) y más tarde miembro de su comité ejecutivo.

## Vida personal
Gustav e Ingeborg von Wangenheim se divorciaron en 1960, tras lo cual Ingeborg se mudó a Rudolstadt, Turingia, y vivió en una relación lésbica. Ella y su pareja se mudaron de nuevo a la cercana Weimar en 1974. La familia de su hija logró emigrar a Alemania Occidental en 1982, pero Ingeborg permaneció en la República Democrática Alemana hasta su exilio y falleció en Weimar menos de tres años después de la reunificación.
La producción literaria de Inge von Wangenheim incluye novelas, memorias, ensayos y libros de viajes. Escribió novelas que abarcan la fase de creación y desarrollo de la República Democrática Alemana, como "Am Morgen ist der Tag ein Kind", un relato del levantamiento del 17 de junio de 1953 desde la perspectiva del Partido. Otros dos libros especialmente destacables son sus recuerdos de su tiempo en el exilio soviético, contenidos en "Mein Haus Vaterland" y "Auf weitem Feld". Ambas obras guardan silencio sobre los aspectos más oscuros de la vida en la Rusia de Stalin. 
En la década de 1960 von Wangenheim también comenzó a escribir informes sobre sus viajes por Occidente.

## Premios y reconocimientos
Como celebridades mediáticas con sólidas credenciales antinazis y respetados por las autoridades de Alemania Oriental, Gustav e Inge von Wangenheim disfrutaron de una vida privilegiada. Más de un comentarista los describió como "la nobleza comunista". La siguiente lista de premios de Inge von Wangenheim no es exhaustiva:
- 1966 Premio de Artes de la Federación Sindical FDGB
- 1968 Premio Heinrich Heine del Ministerio de Cultura de Alemania del Este
- 1972 La Orden Patriótica del Mérito en Plata
- 1977 Premio Nacional de Alemania del Este de 2ª clase
- 1982 La Orden Patriótica del Mérito en Oro
- 1987 La Orden de Karl Marx
- 1989 Doctorado honorario de la Universidad Friedrich Schiller de Jena

### El instituto literario Inge von Wangenheim
El 9 de diciembre de 2010 se fundó un Instituto Literario en Rudolstadt, donde vivió, y que lleva su nombre. Los principales objetivos del instituto son:
1. la concesión periódica de un premio a la contribución literaria al Humanismo y la Paz,
2. reunir las obras de los autores cuyos libros fueron prohibidos durante el régimen nazi y ponerlas a disposición del público, y
3. formar y publicar a jóvenes autores.